# Hemignathus wilsoni
El akiapolaau (en hawaiano: ʻakiapōlāʻau) (Hemignathus wilsoni) es una especie de ave paseriforme de la familia Fringillidae. Es endémica de la isla de Hawái. Está amenazada por la pérdida de hábitat y la depredación por especies invasoras.
Está clasificada como especies en peligro de extinción debido a la fragmentación de sus poblaciones y a los bajos números reproductivos.